# Rue des Jardins-Saint-Paul
Rue des Jardins-Saint-Paul (ulice Zahrad svatého Pavla) je ulice v Paříži. Nachází se ve 4. obvodu.

## Poloha
Ulice vede od křižovatky s Quai des Célestins a končí u Rue Charlemagne. Ulice je orientována z jihu na sever.

## Historie
Nejstarší část ulice pochází ze 13. století, jak dokládají zmínky v kupních smlouvách z let 1277 a 1298. Nazývala se tehdy Rue des Jardins, neboť prostor před městskými hradbami nebyl zastavěn a byly zde zahrady. V ulici žil François Rabelais a zemřel zde v roce 1553.
Úsek mezi Quai des Célestins a Rue de l'Ave-Maria byl proražen až v roce 1847 a celá ulice byla pojmenována dnešním názvem.

## Významné stavby
V ulici se nachází nejzachovalejší část pařížských hradeb, které nechal kolem města vystavět Filip II. August v letech 1190-1210. Hradba je dlouhá 60 metrů a vysoká 7,60 m a viditelná ze své vnější strany. Od roku 1889 je stavba chráněná jako historická památka.
Vnitřní strana zdi je viditelná z tělocvičny Lycea Karla Velikého (Lycée Charlemagne), která k ní přiléhá. Na hradbě jsou stále patrné dvě věže, jedna uprostřed sportoviště a druhá na křižovatce s Rue Charlemagne.